# Voo One-Two-GO 269
O voo One-Two-GO 269 operado pela One-Two-GO Airlines, filial de baixo custo da Orient Thai Airlines acidentou-se na fase de aterrissagem, sob forte chuva, no Aeroporto Internacional de Phucket, situado numa ilha da Tailândia. O avião partiria do Aeroporto Internacional Don Mueang, em Bangkok.
No aparelho sinistrado, um MD-82, modelo derivado do DC-9, viajavam 123 passageiros (45 tailandeses e 78 estrangeiros) e sete tripulantes, sendo as mortes estimadas em 90. Os sobreviventes foram trasladados para diversos hospitais, alguns em estado grave, com queimaduras em até 60% do corpo. Entre os sobreviventes estão 14 tailandeses, oito ingleses, quatro alemães, três irlandeses, três iranianos, dois suecos, e um australiano, um austríaco, um holandês e um italiano.
A companhia Orient Thai Airlines, proprietária do avião acidentado, fora advertida pelo governo sul-coreano de deficiências na segurança de seus aparelhos, consoante informou a agência estatal tailandesa "TNA". O Ministério de Construção e Transporte sul-coreano solicitou à companhia aérea, em março de 2006, que melhorasse seus sistemas de segurança e os manuais de regulação operacional, após constatar falhas em seus extintores e tanques de oxigênio. As críticas também abrangiam os frequentes atrasos da companhia aérea, que faz a rota entre Bangkok e Inchon, cidade sul-coreana, e incluíam outras duas companhias aéreas tailandesas, a Thai Sky Airlines e a Royal Khmer Airlines, que também realizam voos para a Coreia do Sul.